# American shorthair
L'american shorthair est une race de chat originaire des États-Unis. Ce chat de taille moyenne est caractérisé par son type rustique.

## Historique
Cette race descend directement des chats de gouttières rapportés par les colons européens pour protéger les stocks de céréales des rongeurs. Les premiers chats débarquent en Amérique dès le XVIe siècle et sont abondants dans les fermes depuis le début du XVIIIe siècle. Race naturelle, la sélection de ces chats s'est donc faite sur leur habileté à capturer souris, rats et autres rongeurs et également sur leur résistance aux conditions climatiques américaines. Des mariages fortuits avec des chats de races importés (persans et siamois par exemple) ont pu se produire au fil des années.
L'élevage félin débute à la fin du XIXe siècle aux États-Unis. Dès 1900, la sélection de l'american shorthair commence avec la volonté pour les Américains de préserver le type morphologique de leurs chats de gouttière. Pour améliorer le physique de la race, des croisements avec le british shorthair ont été réalisés. En 1904, la Cat Fanciers' Association enregistre Buster Brown le premier american shorthair. La première portée est enregistrée la même année : elle est issue d'un croisement british shorthair et american shorthair. La race est alors appelée Domestic Shorthair et accepte de nombreux individus, lui accordant un pool génétique important. De même que pour l'european shorthair, la race a souffert pendant de nombreuses années de sa ressemblance avec le chat de gouttière. En 1966, il est enfin reconnu sous le nom american shorthair. Ses populations s'accroissent d'année en année jusqu'à devenir l'une des races les plus populaires aux États-Unis et au Canada.
L'Europe eut du mal à accepter cette race et certaines associations refusent encore de la reconnaître, ce qui explique la rareté de la race sur le continent. Aux États-Unis elle est très répandue et fait partie des 10 races les plus rencontrées. 
La race est aussi très populaire au Japon

## Standards

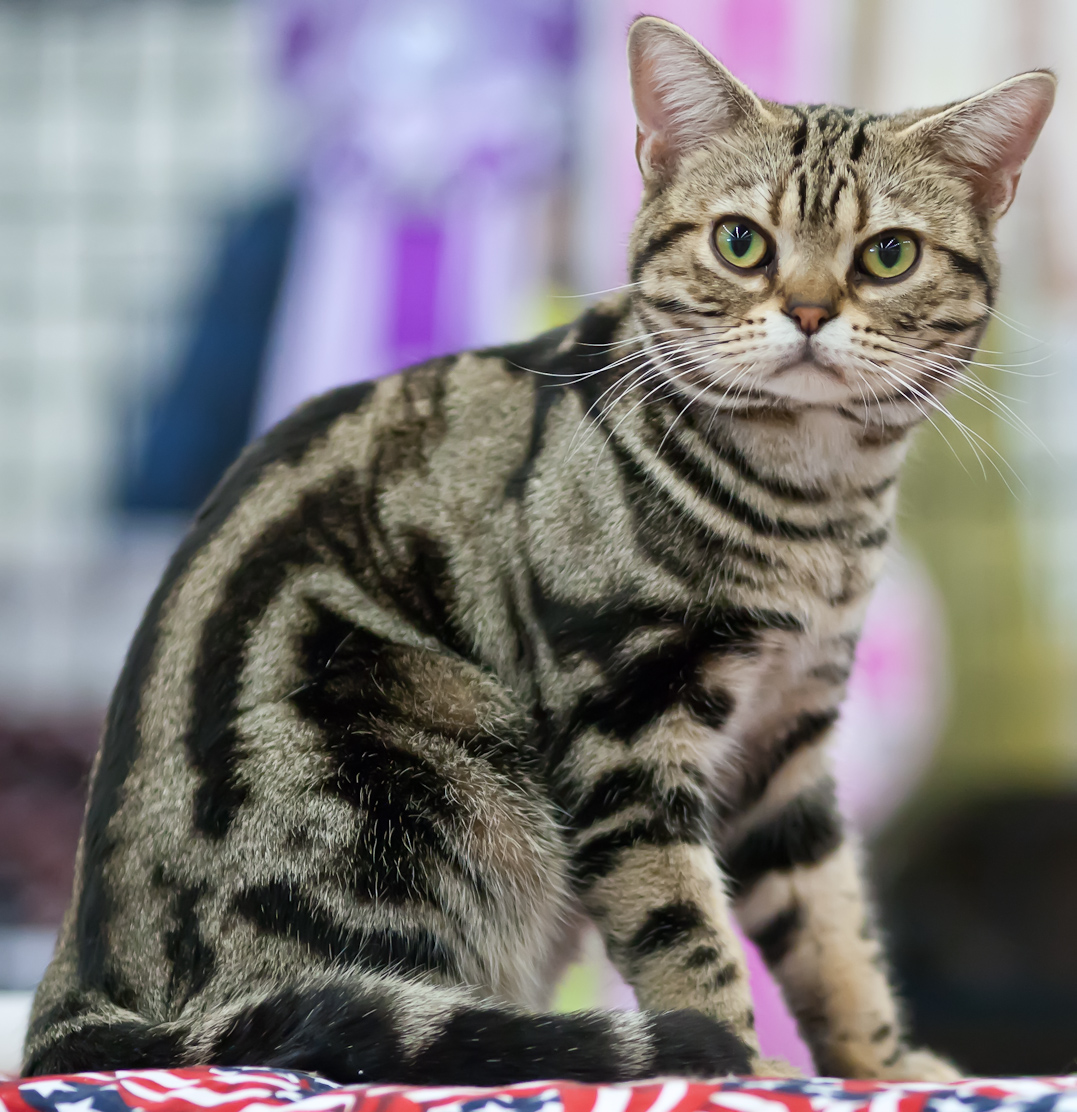
American shorthair brown classic tabby présenté en exposition féline à Helsinki.

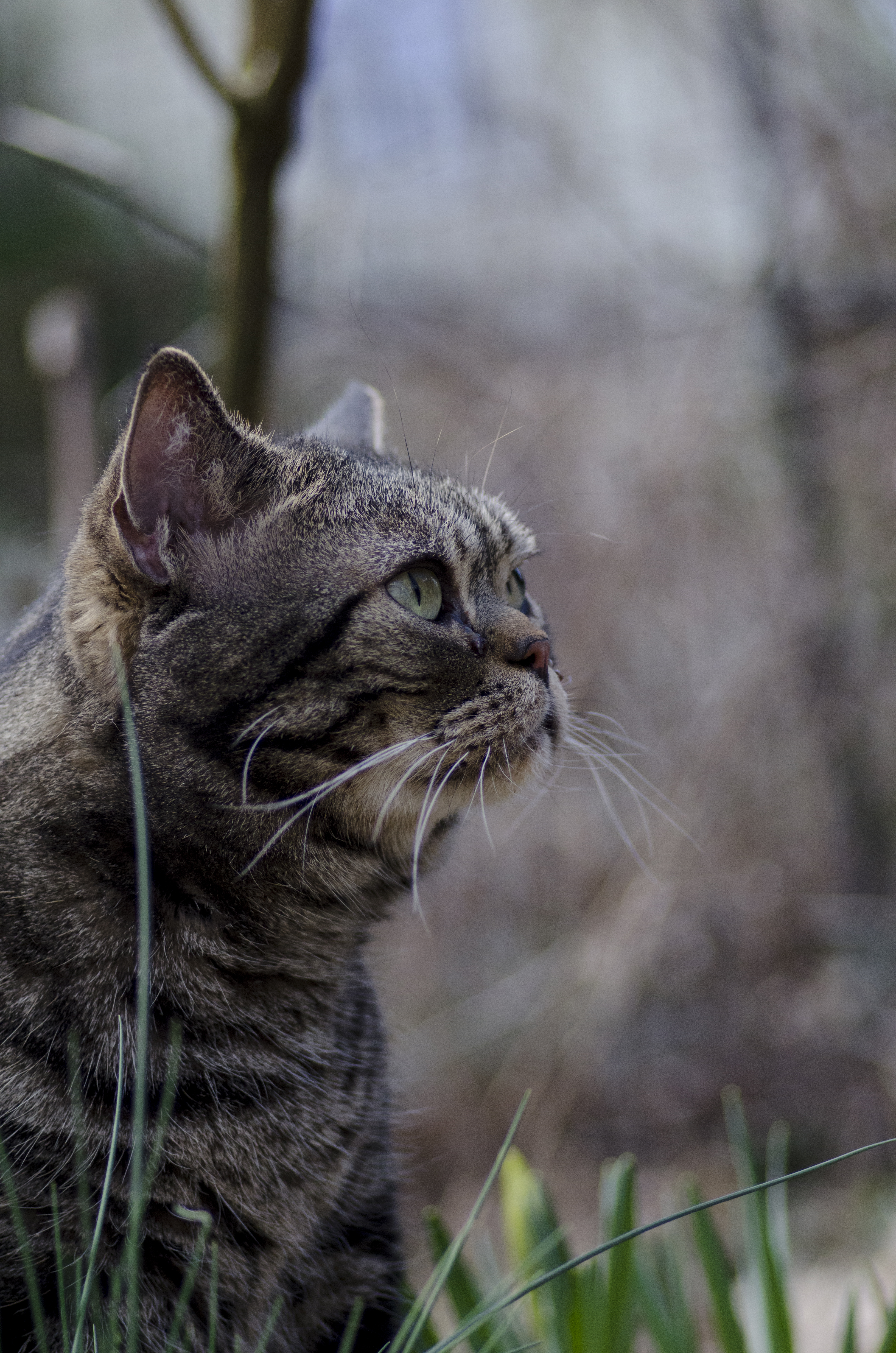
Le museau est bien marqué, plutôt court avec une mâchoire puissante et un menton fort.

C'est un chat rustique au physique typique du chasseur. Le corps est athlétique et équilibré. Le corps bien musclé et construit en puissance est de type médioligne semi-cobby. Le corps est plus long que haut avec une ossature forte. La poitrine est bien ouverte, l'encolure est musclée et de longueur moyenne, sans être épaisse ce qui est considéré comme un défaut en exposition. Les épaules et les hanches sont de même largeur, avec des formes arrondies. Le dos est droit et large. Les pattes, bien parallèles et de longueur moyenne, sont comme le corps, dotées d'une ossature robuste et de muscles puissants. Les pieds sont ronds.  La queue, de longueur moyenne, est épaisse à la base et s'affine légèrement en allant vers l’extrémité arrondie. Une queue trop fine, courte ou en forme de fouet est une cause de pénalités en exposition.
La tête est de taille moyenne, à peine plus longue que large. De face, elle s'inscrit dans un carré. De profil, le crâne est arrondi et l'attache du nez est marquée par un léger stop. Un stop très marqué, rappelant celui de l'exotic shorthair, est un défaut éliminatoire en exposition tout comme un profil droit. L'expression est douce. Les joues sont pleines et le nez moyennement court et de même largeur sur toute sa longueur. Un trait caractéristique de la race est le museau bien marqué et carré, sans être très court. Le menton est fort. La mâchoire est puissante. Les oreilles sont de taille moyenne, peu ouvertes à leur base. Elles sont placées sur la tête bien écartées l'une de l'autre et avec des pointes arrondies. Des oreilles trop longues, pointues ou rapprochées sont pénalisées en exposition. Les yeux sont grands et arrondis sans être globuleux, placés de biais. Leur couleur, décrite comme lumineuse, doit être assortie à la robe.
Son poil est court, dense et bien lustré. La robe ne doit pas faire penser à celle de l'exotic shorthair ce qui est un défaut éliminatoire en exposition. Toutes les couleurs traditionnelle sont acceptées sauf le lilas et le chocolat et leur dilutions. Le patron colorpoint est interdit. Les taches blanches ne sont admises que pour les chats particolores. Tous les autres motifs sont permis.

## Lien avec d'autres races
Les mariages entre l'american wirehair et l'american shorthair sont autorisés,. Le standard LOOF insiste sur l'absence de ressemblance avec l'exotic shorthair.

## Caractère
Christiane Sacase décrit l'american shorthair comme un chat éveillé et actif, construit pour vivre à l'extérieur bien que s’accommodant de la vie en appartement. Il serait sociable, fidèle et tendre avec son maître. Le LOOF décrit l'american shorthair comme un chat équilibré, sociable avec les autres chats et aimant les enfants. Le Dr Bruce Fogle décrit au contraire la race comme calme, peu bavarde et détendue.
L'american shorthair serait affectueux, moyennement actif et émotif mais peu agressif. On le dit patient avec les enfants et acceptant la présence d'un chien. Ces traits de caractère restent toutefois parfaitement individuels et sont fonction de l'histoire de chaque chat.

## Entretien
L'american shorthair est décrit comme un chat à la santé solide et demandant très peu de soins. Le Dr Bruce Fogle attribue cette santé robuste au standard de la race qui souhaite éviter « tout trait qui pourrait encourager les faiblesses ». Les chats castrés ont une tendance à l'obésité et l'apport de nourriture est donc à surveiller.